# Mauricio Muñoz
Mauricio Muñoz Gil (Bucaramanga, 26 de marzo de 1995) es un futbolista colombiano. Juega de volante en el Club Social y Deportivo Macará de la Serie B (Ecuador) de Ecuador.

## Clubes
| Club            | País    | Año       | Goles |
| --------------- | ------- | --------- | ----- |
| Emelec          | Ecuador | 2007-2009 | 0     |
| Atlético Audaz  | Ecuador | 2010      | 10    |
| River Ecuador   | Ecuador | 2011      | 1     |
| Emelec          | Ecuador | 2012-2013 | 0     |
| Aucas           | Ecuador | 2014      | 1     |
| Fuerza Amarilla | Ecuador | 2015      | 0     |
| Orense          | Ecuador | 2015      | 14    |
| Macará          | Ecuador | 2016 -    | 0     |

## Palmarés

### Campeonatos nacionales
| Título  | Club   | País    | Año  |
| ------- | ------ | ------- | ---- |
| Serie B | Macará | Ecuador | 2016 |

- Datos: Q6007035